# Entogonia schistacea
Entogonia schistacea är en fjärilsart som beskrevs av W. Warren 1904. Entogonia schistacea ingår i släktet Entogonia och familjen mätare. Inga underarter finns listade i Catalogue of Life.